# Teen Dance Ordinance
Teen Dance Ordinance – czwarty album studyjny zespołu A wydanego za pośrednictwem Warner Music w Wielkiej Brytanii i Hollywood Records w USA w 2005 roku. Album przynosi nieco nowe brzmienie – więcej czystego dźwięku gitary oraz prawie zero keyboardu.
Data wydana albumu była przekładana przez niemal dwa lata z powodu najpierw choroby Jasona Perry’ego, a następnie z powodu nieporozumień z wytwórnią płytową. Materiał na album był gotowy w połowie roku 2003. Album okazał się wielkim komercyjnym rozczarowaniem i obniżył popularność zespołu, co z kolei spowodowało zerwanie kontraktu z zespołem przez Warner Music w 2006 roku z powodu niskich wyników sprzedaży.
Od wydania tego albumu działalność zespołu została zawieszona.

## Lista utworów
1. „Rush Song” – 4:09
2. „Better Off With Him” – 3:30
3. „The Art of Making Sense” – 4:13
4. „Someone Else” – 3:55
5. „Die Tonight” – 4:02
6. „2nd Coming” – 4:13
7. „Wake Up” – 2:43
8. „Black Hole” – 4:15
9. „Hey” – 4:06
10. „Worst Thing That Can Happen” – 3:36
11. „Afterburner” – 4:19
12. „Wisdom” – 4:24